# Майманак
39°03′14″ пн. ш. 65°25′00″ сх. д. / 39.053888888889° пн. ш. 65.416666666667° сх. д.
Майманак (узб. Maymanoq, Майманоқ) — міське селище в Узбекистані, в Касбинському районі Кашкадар'їнської області.
Населення 4,5 тис. мешканців (1986).
Статус міського селища з 2009 року.